# Rošići
Rošići är en ort i Bosnien och Hercegovina.   Den ligger i entiteten Federationen Bosnien och Hercegovina, i den nordvästra delen av landet, 240 km nordväst om huvudstaden Sarajevo. Rošići ligger 310 meter över havet och antalet invånare är 533.
Terrängen runt Rošići är varierad. Runt Rošići är det ganska tätbefolkat, med 93 invånare per kvadratkilometer.. Närmaste större samhälle är Cazin, 12,0 km söder om Rošići. 
Omgivningarna runt Rošići är en mosaik av jordbruksmark och naturlig växtlighet.